# دودج‌آباد
دودج‌آباد، روستایی از توابع بخش نوبندگان شهرستان فسا در استان فارس ایران است.

## جمعیت
این روستا در دهستان نوبندگان قرار دارد و براساس سرشماری مرکز آمار ایران در سال ۱۳۸۵، جمعیت آن ۹۰ نفر (۱۸خانوار) بوده‌است.